# Пиетро Фрегозо
Пиетро Фрегозо или Пиетро ди Кампофрегозо (на италиански: Pietro Fregoso, Pietro di Campofregoso; * ок. 1417 вероятно в Генуа † 14 септември 1459, пак там) е дож на Генуезката република от 1450 до 1458 г.

## Произход
Той е внук на генуезкия дож Томазо Фрегозо. Син е на Батиста (I) Фрегозо и на съпругата му Виоланте Спинола ди Опицино. 

## Биография
Пиетро е васал на Висконти като господар на Гави в Пиемонт. Той последва братовчед си Лодовико Кампофрегозо като дож на Генуа на 8 септември 1450 г. до януари 1458 г.
Жени се за Бартоломеа Грималди, дъщеря на Джовани, господар на Монако. Те имат шест синове, един от тях е Батиста II, който става по-късно дож на Генуа (1478–1483). Дъщеря му Орвиетана се омъжва за Бонифаций III Палеолог, маркграф на Монферат (1426-1494).
Френският крал Шарл VII окупира Генуа през 1458 г. до 1461 г.